# Kaevon Merriweather
Kaevon Merriweather (Belleville, 20 dicembre 1999) è un giocatore di football americano statunitense che milita nel ruolo di safety per i Tampa Bay Buccaneers della National Football League (NFL).

## Carriera

### Tampa Bay Buccaneers
Al college Merriweather giocò a football a Iowa. Dopo non essere stato scelto nel Draft, il 12 maggio 2023 firmò con i Tampa Bay Buccaneers. Il 29 agosto fu annunciato che sarebbe rientrato nei 53 uomini del roster per l’inizio della stagione regolare. Nella sua stagione da rookie disputò 16 partite, di cui due come titolare, mettendo a segno 21 tackle e un passaggio deviato.